# Japaratinga
Japaratinga este un oraș în statul Alagoas (AL) din Brazilia.